# اوا ماری
ناتالی «اوا ماری» کویل با نام شناخته شده ناتالی اوا ماری یک مدل، بازیگر، همراه و کشتی‌گیر حرفه‌ای آمریکایی است. او کشتی‌گیر کمپانی دبلیو دبلیو ای بوده است.

## کودکی
ماری در بورلی هیلز به دنیا آمد و در کونکورد بزرگ شد. مادرش، جوسی، مکزیکی است و پدرش، باری، ایتالیایی است. ماری برای تیم دانشگاه کالیفرنیا فوتبال بازی می‌کرد. بعداً شروع به مادلینگ، بازیگری و کارهای دیگر کرد. او دارای مدرک لیسانس در رشته مدیریت تجارت و زیر رشته منابع انسانی است. ماری مدرک آکادمیک هنر از دانشکده دی وی سی دارد.

## دبلیو دبلیو ای (۲۰۱۳-اکنون)
در می ۲۰۱۳ اوا به عنوان عضوی از دبلیو دبلیو ای و برنامه توتال دیواز معرفی شد.
او اولین بار با نام اوا ماری در ۱ ژوئیه در پشت صحنه در کنار جوجو، ناتالیا، دوقلوهای بلا و فانکاداکتیلز (نائومی و کامرون) دیده شد. ماری به عنوان شاگرد ناتالیا در ۴ ژوئیه، او را در مسابقه با نائومی همراهی کرد.
اوا ماری در ۲۲ ژوئیه همراه دیگر بازیگران توتال دیواز در برنامه میز تی وی حضور داشت. در این برنامه او به جری لاولر سیلی زد تا با این کار به چهره ای منفور تبدیل شود. دو هفته بعد، ماری در پشت صحنه همراه با دوقلوهای بلا و ناتالیا ظاهر شد و از بری بلا برای شکست دادن ناتالیا تعریف کرد. در سامراسلم اکسز، ماری اولین مسابقه خود را در کنار بری بلا در برابر ناتالیا و ماریا منونوس داشت که باخت. بعداً ماری شروع به همراهی بری در طی مسابقاتش کرد. در ۲۶ آگوست بری با همراهی ماری در آستانه پیروزی دربرابر ناتالیا بود ولی ای جی دخالت کرد و ادعای شروع جنگی بین بازگیران توتال دیواز و دیواهای واقعی کرد. با این کار ماری و دوقلوهای بلا چهره ای محبوب شدند.
ماری در ۷ اکتبر اولین مسابقه تلویزیونی خود را داشت. او با جوجو و ناتالیا توانست آلیشا فاکس، آکسانا و رزا مندز را شکست دهد. او در ۴ نوامبر با دوقلوهای بلا در برابر ای جی، آکسانا و تأمینا اسنوکا قرار گرفت و برد. توتال دیواز توانستند دیواهای حقیقی (آلیشا فاکس، آکسانا، ای جی، کیتلین، رزا مندز، تأمینا اسنوکا و سامر رائی) را شکست دهند. در ژانویه ۲۰۱۴، خبرنامه مشعل کشتی حرفه ای رتبه‌بندی از کشتی گیران بخش اصلی کمپانی منتشر کرد که ماری در رتبه آخر بخش دیواها قرار داشت و تنها رزا مندز از او پایین‌تر بود.
ماری در ۱۴ فوریه ۲۰۱۴ در اسمکدان برگشت و آلیشا فاکس را شکست داد. در ۲۶ فوریه ماری همراه با ناتالیا از فاکسانا (آکسانا و آلیشا فاکس) شکست خورد. در ۷ مارس اوا دوباره با ناتالیا تیم شد و توانست ای جی و تأمینا اسنوکا را شکست دهد. در ۲۶ مارس در مین اونت، ماری با ناتالیا، فانکاداکتیلز، اما در برابر سامر رائی، فاکس، آکسانا، لیلا و اسنوکا باخت.

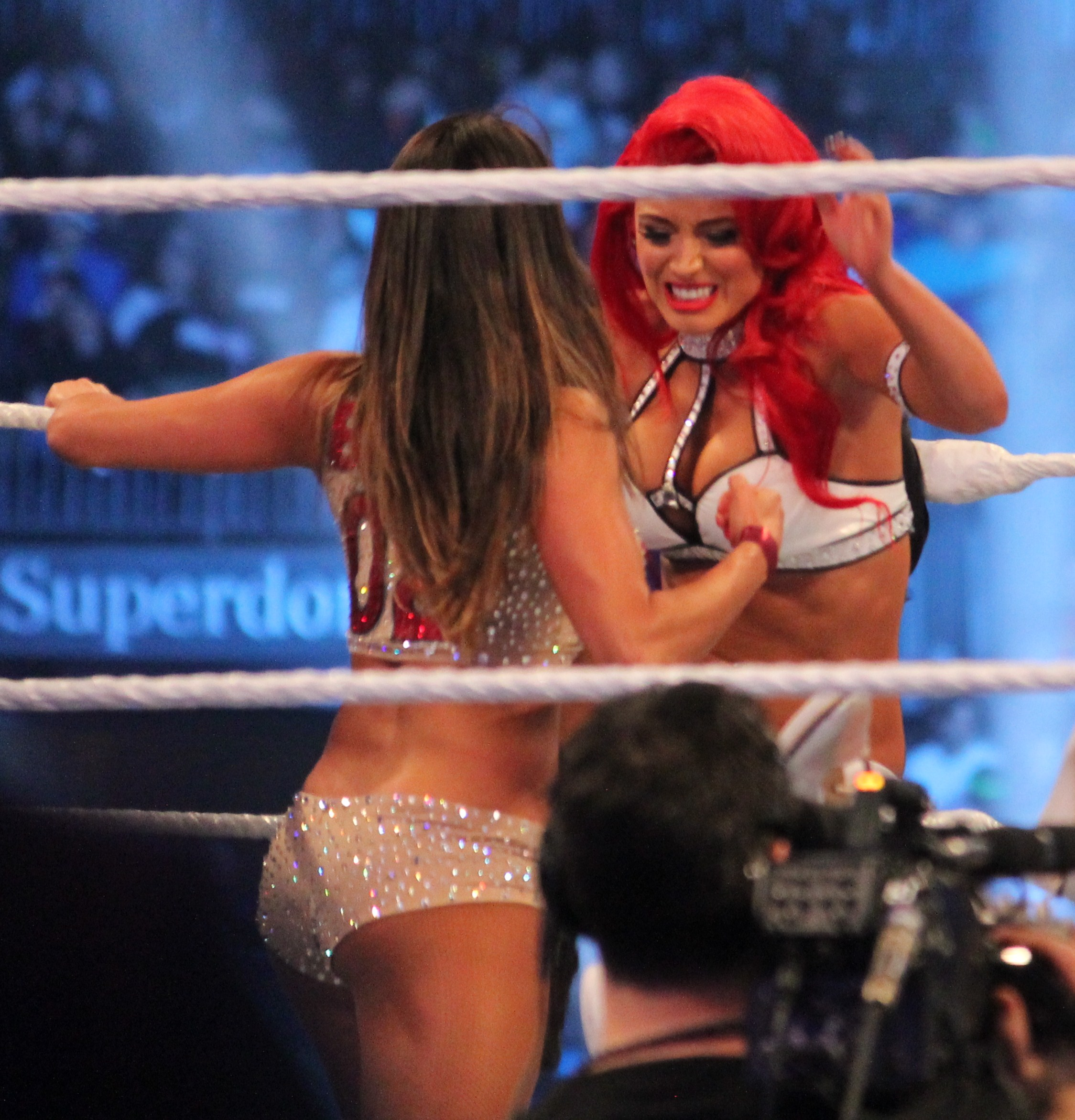
ماری در رسلمینیای ۳۰ در ۶ آوریل ۲۰۱۴

در ۶ آوریل ماری در اولین رسلمینیای خود شرکت کرد. او در رسلمینیای ۳۰ در بتل رویال ویکی گررو برای قهرمانی دیواز شرکت کرد ولی موفق نبود و ای جی برنده شد. در ۲۳ می‌در اسمکدان اوا به همراه نیکی بلا از فانکاداکتیلز شکست خورد؛ به این صورت که وقتی کامرون برای پین کردن اوا رفت، داور ویژه سامر رائی شمارش را سریع انجام داد. ماری اولین مسابقه تلویزیونی تک نفره خود را در راء در برابر سامر رائی انجام داد که با دخالت فاندانگو و لیلا توانست برنده شود.

## سایر کارهای رسانه ای

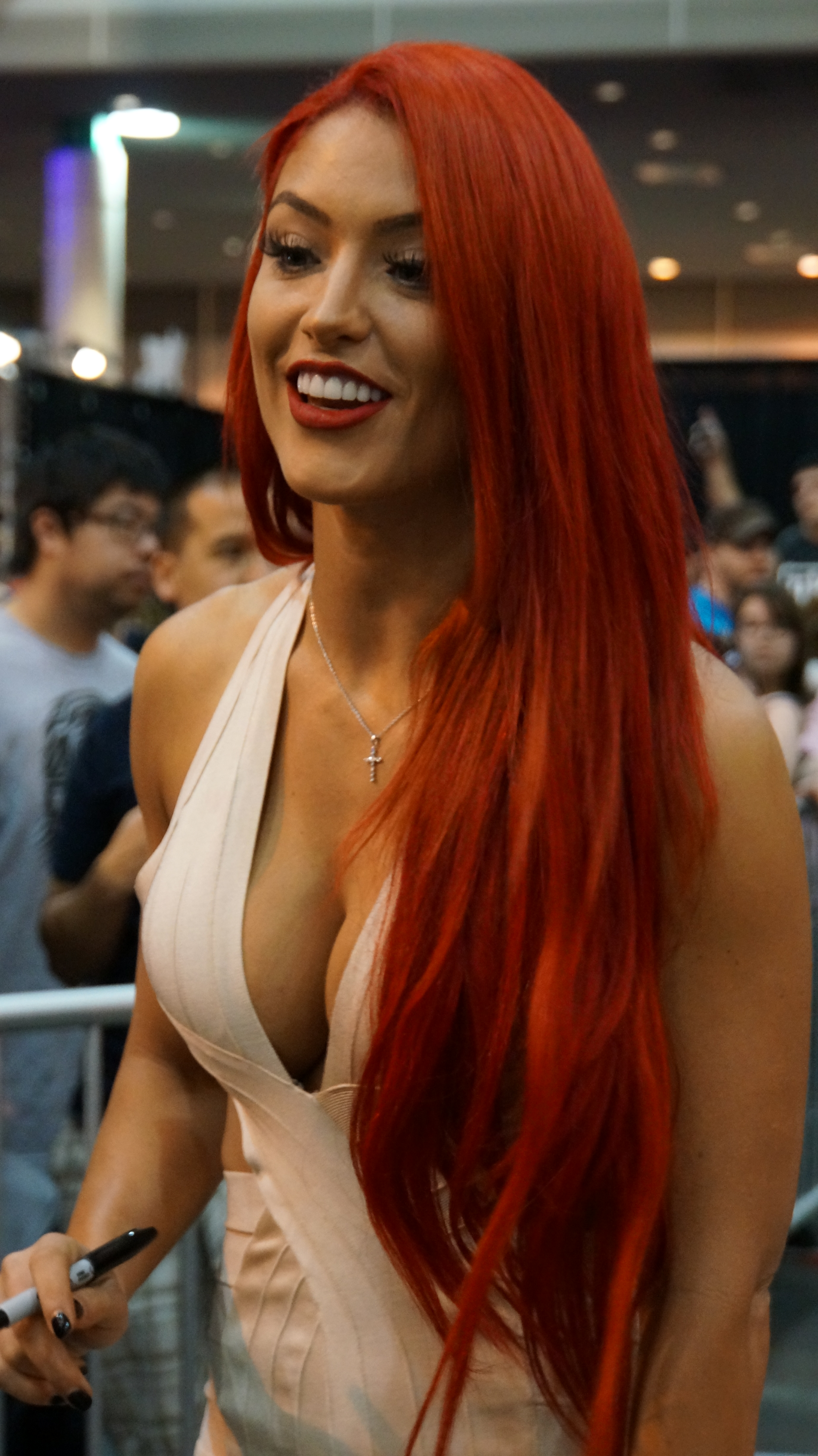
ماری در اوریل 2014

ماری در آگهی‌های محصولات تناسب اندام شرکت داشته است. در اکتبر، او عضوی از آگهی‌های کمپین تناسب اندام مارینو بود. او در دسامبر ۲۰۱۲ در سایت SportsIllustrated.com عنوان بانوی دوست داشتنی روز را کسب کرد. عکس ماری روی جلد مجله‌های مختلفی از جمله روکوس، ایمپورت تیونر و گلم فیت رفته است. ماری جایزه مدلینگ پاورتک سال ۲۰۱۲ و چندین جایزه دیگر مد را برده است. او مدل «لباس فصل قرمز» بوده است. او در شوهایی مثل دوستان، سی اس آی: نیویورک، استعداد آمریکا، ۹۰۲۱۰ و تبلیغات اسکچرز حضور داشته است. هم چنین در نسخه سپتامبر مجله مکسیم ظاهر شد.

## زندگی شخصی
خوراکی مورد علاقه ماری آبنبات تند است. ماری خودش را به عنوان شخصی متعصب نسبت به تیم غول‌های سان فرانسیسکو می‌داند. او با جوناتان کویل از ترس خانواده اش ازدواج کرده است. در قسمت «اوتوبوس برنیل» از برنامه توتال دیواز فاش شد که ماری در سنین کم با سوءمصرف الکل مبارزه می‌کرده و در ۲۰ سالگی چندین عکس نامناسب انداخت.